# داء طوامر
داء الطوامر مرض جلدي التهابي ناتج عن الإصابة بإناث الطامر الثاقب خارجية التطفل، وهو برغوث يُعرف أيضًا باسم القروم الثاقب أو البرغوث الوالج أو برغوث الرمل أو البرغوث الناقب (ويجب عدم الخلط بينه وبين الخطماء، وهي نوع مختلف من مفصليات الأرجل). توجد هذه البراغيث والمرض التي تسببه في الأجزاء الاستوائية من إفريقيا ومنطقة البحر الكاريبي وأمريكا الوسطى والجنوبية والهند. الطامر الثاقب هو أصغر برغوث معروف، إذ يبلغ قطره 1 مم. يُعرف أيضًا في أمريكا اللاتينية باسم حشرة القدم. يُصنف الطامر الثاقب ضمن جنس الطوامر، الذي يضم 13 نوعًا.
يسبب داء الطوامر التهاب الجلد وألمًا شديدًا وحكة وآفة في موقع الإصابة تتميز بنقطة سوداء وسط آفة حمراء منتفخة، محاطة بما يشبه الهالة البيضاء. يحدث توسف الجلد دائمًا، خاصةً بعد تمدد البراغيث أثناء تضخم الخلايا.
اعتبارًا من عام 2009، أصبح داء الطوامر موجودًا في 88 دولة من أنحاء العالم بدرجات متفاوتة. يمثل هذا المرض مصدر قلق خاص للصحة العامة في المناطق الموبوءة بشدة مثل نيجيريا وترينيداد وتوباغو والبرازيل، إذ قُدر أن معدل انتشاره، خاصةُ في المجتمعات الفقيرة، يبلغ نحو 50%.
يُصنف البرغوث الوالج ضمن رتبة خافيات الأجنحة لكونه برغوثًا. رغم الإشارة إليه عادةً باسم الخطماء، تعد الخطماء في الحقيقة من السوس، وهي عنكبيات صغيرة. يخترق السوس الجلد ويتغذى على خلايا الجلد التي يدمرها بواسطة إنزيم يفرزه من فمه، لكن الإناث لا تضع البيوض في العائل كما تفعل إناث الطامر الثاقب. بالإضافة إلى ذلك، تتغذى الأشكال البالغة من السوس ويرقاتها على الحيوانات الأخرى. ليس هذا هو الحال بالنسبة للطامر الثاقب، إذ تتغذى البراغيث البالغة فقط على الثدييات والأنثى فقط هي التي تبقى مرتبطة بالعائل.

## العلامات والأعراض
تشمل أعراض هذا المرض:
- حكة شديدة
- ألم
- التهاب وتورم
- آفات وتقرحات مع وجود نقط سوداء في المنتصف

إذا تركت عدوى الطوامر دون علاج، قد تحدث عدوى ثانوية، مثل تجرثم الدم والكزاز والنخر والغنغرينا.

## السبب
يحدث داء الطوامر بشكل رئيسي بسبب البرغوث الوالج (لا ينطبق مصطلح الانتقال هنا لأن الطامر الثاقب هو نفسه المسؤول عن المرض). قد يكون سبب انتشار أغلب آفات الطوامر على أصابع القدم هو أن البرغوث البالغ لا يستطيع القفز كثيرًا، إذ يصل ارتفاعه إلى 20 سم فقط. لكن الواقع أكثر تعقيدًا. مثلًا، لا تستطيع القدرة المحدودة على القفز أن تفسر سبب كون اليدين ثاني أكثر أجزاء الجسم تأثرًا. يمكن تفسير الآفات الموجودة على اليدين بشكل أفضل بسلوك اللعب في الرمال مع ملاحظة أن اليدين غالبًا ما تُستخدم لإزالة الرمل من أجزاء أخرى من الجسم. يمكن تفسير ظهور آفات داء الطوامر على أصابع القدم وفيما بينها وعلى النعل بسهولة لأن معظم الضحايا فقراء ويمشون حفاة ويعيشون في الأماكن التي تشكل فيها الرمال (موطن البرغوث الوالج) الأرضيات. لذلك، يزداد معدل الإصابة بشكل كبير في المجتمعات الفقيرة بسبب عدم توفر السكن اللائق. يحدث ذلك بنسب أعلى خلال ذروة موسم الجفاف في المجتمعات المحلية.

## التشخيص
لا توجد اختبارات تشخيصية لداء الطوامر. يُعزى ذلك غالبًا إلى حقيقة أن الطفيلي خارجي وأعراضه مرئية. يكون تحديد الطفيلي بعد إزالته مع أخذ تاريخ سفر المريض كافيين للتشخيص، رغم أن الإجراء الثاني أكثر فائدة بشكل واضح من سابقه. قد يكون تحديد موطن الآفة طريقة تشخيصية مفيدة للطبيب. يمكن أخذ الخزعة، ومع ذلك، ليست مطلوبة للتشخيص.

## الوقاية
نظرًا للعدد الكبير من العوائل، استئصال داء الطوامر غير ممكن، على الأقل ليس بهذه السهولة. ينبغي تنفيذ استراتيجيات الصحة العامة والوقاية مع اعتبار الإزالة هي الهدف. يمكن لإجراءات تعزيز النظافة المنزلية، بما في ذلك وضع أرضيات إسمنتية بدلًا من الرملية، وغسلها بشكل دوري، أن تقلل من معدلات الإصابة بداء الطوامر بشكل ملحوظ.
رغم أن اللقاحات قد تكون مفيدة، نظرًا لطبيعة البراغيث الوالجة خارجية التطفل، لا تعد أداة مجدية ولا فعالة ضد داء الطوامر. مع ذلك، نظرًا لارتفاع معدل الإصابة بالعدوى الثانوية، يجب تطعيم الأشخاص المعرضين لخطر الإصابة بداء الطوامر ضد الكزاز. أفضل طريقة هي استخدام المواد الطاردة للحشرات التي تستهدف البراغيث الوالجة بشكل خاص. أبدى أحد المستحضرات الطاردة نتائج إيجابية، وهو زانزارين المشتق من زيت جوز الهند وزيت الجوجوبا والصبار. في دراسة حديثة شملت مجموعتين نموذجيتين، انخفضت معدلات الإصابة بنسبة 92% في المتوسط للأولى و90% للأخرى. بالمثل، انخفضت حدة الإصابة بنسبة 86% و87% على التوالي. بسبب الطبيعة غير السامة لزانزارين بالإضافة إلى «خفضه الملحوظ للمراضة السريرية»، يُعتبر أداة صحية مقبولة ضد داء الطوامر.

## العلاج
يتراجع المرض ذاتيًا، على الأقل عندما يكون التعرض للطفيلي محدودًا، ويقتصر التدبير غالبًا بعض العلاجات. بسبب العدوى الثانوية التي يمكن أن تسبب مشاكل طبية خطيرة، الإجراء الموصى به عند التشخيص هو الإزالة الجراحية للبراغيث متبوعة بتطبيق مضاد حيوي موضعي. يجب توخي الحذر لتجنب تمزيق البراغيث أثناء إجراءات الإزالة، فقد ينتج عن ذلك التهاب شديد. سيحدث نفس الشيء إذا تُرك جزء من البراغيث بعد الإجراء. يجب دائمًا استخدام المعدات المعقمة، إذ قد تعمل الأدوات الملوثة كنواقل ميكانيكية للعوامل الممرضة إلى داخل الجسم.